# Nigerias ekonomi

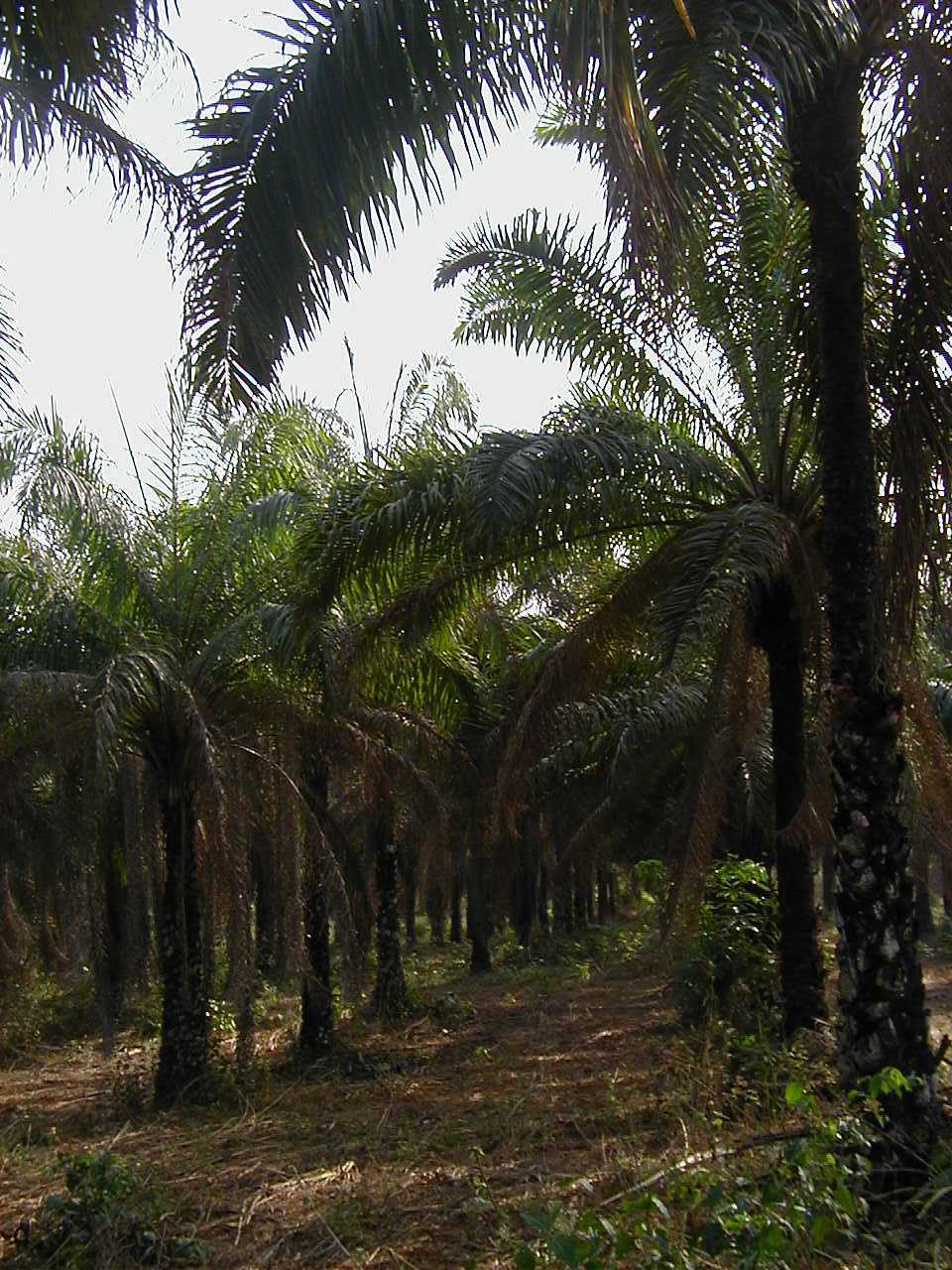
Palmodling i Nigeria.

Nigeria klassas som en blandekonomisk tillväxtmarknad och har redan nått medelinkomststatus enligt Världsbanken, med dess stora tillgångar på naturresurser, välutvecklade finansiella och lagliga kommunikationer, transportsektorer och börs, som är den näst största i Afrika. Nigeria är på nummer 37 i världen i BNP (PPP) efter siffror från 2007. Nigeria är USA:s största handelspartner i Afrika söder om Sahara och förser landet med en femtedel av dess olja (11 % av oljeimporterna). Det har det sjunde största handelsöverskottet med USA av något land över hela världen. Nigeria är för närvarande den femtionde största exportmarknaden för amerikanska gods och den fjortonde största exportören av gods till USA. USA är landets största utrikiska investerare.
Innan har den ekonomiska utvecklingen hindrats av år av militärt styre, korruption och vanstyre men återinförandet av demokratin och påföljande ekonomiska reformer har framgångsrikt fört Nigeria framåt mot att nå dess fulla ekonomiska potential. Det är nu en av de största ekonomierna i Afrika, och den största ekonomin i den västafrikanska regionen. Enligt Economist Intelligence Unit vid Världsbanken har Nigerias BNP i köpkraftsparitet nästan på dubblerats från $170.7 miljarder år 2005 till 292.6 miljarder år 2007. BNP per capita har stigit från $692 per person 2006 till $1 754 per person år 2007.. Nigeria är den tolfte största producenten av petroleum i världen och den åttonde största exportören. Landet har även de tionde största säkra reserverna. Petroleum spelar en stor roll i landets ekonomi, och utgör 40% av BNP och 80% av regeringens inkomster. Agitationen för bättre resurskontroll i Nigerdeltat, den huvudsakliga regionen för oljeproduktion, har dock lett till störningar i oljeproduktionen och förhindrar för närvarande landet från att exportera till 100 procents kapacitet.
Nigeria har en av de snabbast växande telekommunikationsmarknaderna i världen med stora tillväxtmarknadsoperatörer som MTN, Etisalat, Zain och Globacom, som baserar sina största och mest vinstgivande centrum i världen. Landet har en högutvecklad sektor för finansiella tjänster med en blandning av lokala och internationella banker, kapitalförvaltningsföretag, mäklarfirmor, försäkringsföretag och mäklare, privata aktiefonder och investmentbanker.
Nigeria har även en stor mängd av underexploaterad mineralresurser som naturgas, kol, bauxit, tantalit, guld, tenn, järnmalm, kalksten, niob, bly och zink. Jordbruk brukade vara en av Nigerias huvudsakliga utrikiska valutainkomster. Vid ett tillfälle var Nigeria världens största exportör av jordnötter, kakaobönor och palmolja såväl som en betydande producent av kokosnötter, citrusfrukter, majs, pärlhirs, maniok, jams och sockerrör. Omkring 60 procent av arbetskraften arbetar i jordbrukssektorn, och Nigeria har stora områden av underutnyttjad åkermark. 
År 2000 var 60 procent av befolkningen mycket fattiga, och inkomstskillnaderna är stora. Korruptionen i landet är stor och landet har en omfattande ekonomisk brottslighet, såsom penningtvätt och bedrägerier, till exempel så kallade Nigeriabrev. År 2003 inrättades Economic and Financial Crimes Commission (EFCC) för att motverka ekonomisk brottslighet. År 2006 rapporterade BBC att 31 av landets 36 statsguvernörer (vilka åtnjuter immunitet under sin ämbetstid) var under utredning av EFCC, misstänkta för korruption . År 2000 låg landet sist av 90 undersökta länder på Transparency Internationals korruptionsindex med ett betyg på 1,2 av 10.  I motsvarande undersökning 2006 låg landet på plats 142 av 163 med en poäng på 2,2.
Drygt 60 procent av elektriciteten produceras av fossila bränslen och resterande med vattenkraft. En mindre mängd el exporteras.

## Olika sektorer

### Olja och gas
Nigeria har stora mineralförekomster, först och främst olja och gas, men även en mängd andra mineraler, varav flera utvinns och andra utgör en ekonomisk potential för framtiden. Sektorn, och Nigerias ekonomi över huvud taget, domineras emellertid helt av petroleum. Utvinning av olja, och efter hand utnyttjande av de stora gasförekomsterna, är närmast enarådande i nigeriansk export, och står normalt för mellan 95 % och 100 % av exportintäkterna, runt 70 % av statens intäkter och cirka 20 % av BNI. Nigeria är (2005) den enda OPEC-medlemmen från Afrika söder om Sahara, och har ofta överskridit sina tilldelade produktionskvoter. Det första fyndet av utvinningsbara volymer gjordes 1956 i Nigerdeltat, och exporten började 1958, varefter produktionen snabbt växte. Den ekonomiska betydelsen ökade särskilt tidigt på 1970-talet när oljepriserna steg, vilket gav utrymme för investeringar både i petroleumindustrin och annan industriverksamhet. Nigeria och Libyen har omväxlande varit Afrikas största oljeproducent. 2004 var Nigeria Afrikas största producent, och den elfte största i världen, med en genomsnittlig produktion på 2,5 miljoner fat per dag. Ambitionen för 2010 är fyra miljoner fat per dag. Omkring hälften av exporten går till USA (cirka 15 % av USA:s oljeimport). Nigerias olja, av typen Bonny Light, är lätt att raffinera, och är därför eftertraktad och betingar ett högt pris. Nigerias påvisade oljereserver var 2005 på 35,2 miljarder fat, det mesta vid kusten i Nigerdeltat, fördelat på omkring 250 små fält. Det antas att förekomsterna är väsentligt större.
Oljesektorn i Nigeria domineras av stora utländska företag som Shell, ExxonMobil, Chevron, Agip, Elf Aquitaine och Texaco, i samarbete med det nationella oljebolaget Nigerian National Petroleum Company (NNPC), med Shell som den största enskilda operatören.
Nigeria har fyra oljeraffinaderier: Port Harcourt (A och B), Warri och Kaduna. Dessa har ofta producerat under kapacitet, så att Nigeria har tvingats importera raffinerade petroleumprodukter. Det mesta av råoljan exporteras från oljehamnen Bonny utanför Port Harcourt. Oljeverksamheten i Nigerdeltat har från mitten av 1990-talet hamnat i fokus för det internationella samfundet, och särskilt Shell har kritiserats för sin roll i en verksamhet som har stora miljömässiga konsekvenser, och som i förlängningen av detta också har lett till allvarliga brott mot mänskliga rättigheter. Flera folkgrupper och organisationer har kritiserat oljebolagen för att negligera miljöskadorna och regeringen för att inte en större del av intäkterna tillfaller de områden där de skapas och som förstörs som en följd av utvinningen. Inte minst har detta varit fallet i Ogoniland, där åtta miljöaktivister 1995 avrättades för sitt arbete, bland dem författaren Ken Saro-Wiwa. Från 1990-talets slut har flera betydande sabotage mot anläggningar och omfattande stölder av råolja gjorts, bland annat av militanta grupper som har bidragit till ett utbrett våld i regionen.
Nigeria har även stora förekomster av naturgas; 2005 var de påvisade reserverna 176 biljoner kubikfot (Tcf), vilket placerar Nigeria överst på listan över länder med gasförekomster i Afrika, och bland de tio största i världen. Myndigheterna uppskattade 2004 att förekomsterna kan uppgå till 660 Tcf. Samtidigt är Nigeria ett av de länder som bränner upp störst andel av den gas som är knuten till oljeutvinningen, cirka 75 %. Denna andel minskas efterhand som produktionen av flytande naturgas (LNG) ökar. En LNG-anläggning på Bonny Island, till en kostnad av 3,8 miljarder US-dollar, öppnades 1999, och ska när den är i full drift leverera cirka sex miljoner ton flytande gas om året; andra anläggningar var samtidigt under utveckling. Tidigt på 2000-talet byggdes en gasledning från Nigeria genom Benin och Togo till Ghana, West African Gas Pipeline (WAGP), medan andra ledningar projekterades, bland annat Ajaokuta–Abuja–Kaduna, som ska försörja centrala och norra Nigeria med gas som en ny energikälla. Nigeria och Algeriet har diskuterat möjligheten av en gasledning från Nigeria, genom Sahara till exportterminaler vid Medelhavet, Trans-Saharan Gas Pipeline (TSGP), till en beräknad kostnad av sju miljarder US-dollar.
Nigeria har också andra mineralförekomster, bland annat stora förekomster av kol, huvudsakligen vid Enugu, och det finns brunkol (lignit) vid Asaba nära Onitsha, bitumen vid Akura och järnmalm på flera platser i delstaten Kwara. Utvinning av järnmalm vid Itakpe påbörjades 1984 för att förse stålproduktionen vid Ajaokuta- och Delta-anläggningarna. Tenn utvinns vid Jos, och tennmalmen smälts på plats. Som biprodukt utvinns columbit, som Nigeria är världens största exportör av. Det finns vidare kända förekomster av guld, fosfater, bentonit, baryt, kaolin, mangan, koppar, talk, uran och gips, samt ädelstenar. Långa transportavstånd och brist på kapital har bidragit till en låg utnyttjandegrad av flera förekomster.

### Energi
2005 hade Nigeria en installerad kapacitet för energiproduktion på cirka 6 050 MW, men produktionen har normalt legat långt under kapacitet, med följden att det råder ett betydande energiunderskott. Bara runt 40 % av befolkningen har elektricitet, och i hushållen används stora mängder ved och träkol. En väsentlig del av energiförsörjningen kommer från Kainjidammen vid Nigerfloden, och från ett kinesiskbyggt värmekraftverk i Egbin. Det mesta av energin produceras i värmekraftverk som använder petroleum eller kol, med tilltagande användning av naturgas, bland annat kraftverket vid Egbin. Bristfällig energiförsörjning har lett till minskad produktion inom industrin.

### Industri
Nigeria har en betydande industrisektor som huvudsakligen producerar färdigvaror för hemmamarknaden. Som en följd av expansionen i petroleumutvinningen satsades det från 1970-talet på industrialisering, inte minst etablering av en nationell tung industri, bland annat järn- och stålindustri samt anläggningar för montering av bland annat bilar. En integrerad järn- och stålindustri stod färdig i och med Delta-anläggningen vid Aladja 1982. På grund av de ekonomiska svårigheterna under 1980-talet minskades mycket av produktionen, men den är till viss del återupptagen och vidareutvecklad från 1990-talet. Detta gäller inte minst industri knuten till utvinning och utnyttjande av petroleum, och senare särskilt naturgas som energikälla. Industrin är starkt koncentrerad till Lagos, med sekundära centra i Kano, Ibadan och Port Harcourt. Förädling av jordbruksprodukter samt produktion av matolja och andra livsmedel såväl som papper, mineralgödsel, textilier och andra färdigvaror är omfattande. En begränsande faktor i industriutvecklingen har varit det stora beroendet av importerade råvaror.
Hantverket står på vissa ställen mycket högt: träarbeten från Benin, läderarbeten från Kano, mattor från Iseyin och glas från Bida. Etablerandet av flera nya delstater med behov av offentliga investeringar har bidragit till en stark tillväxt i byggverksamhet. En exportproduktionszon för att dra till sig investerare har upprättats i Calabar.

### Skogsbruk
Skogsbruket är betydande i västra Nigeria (Benin, Ijebu), men inte av stort nationalekonomiskt värde, och exporten av timmer (framför allt abachi, abura och mahogny) är tämligen liten. Produktion från plantager har däremot ökat för att täcka det inhemska behovet och för att säkra vattentillförseln och begränsa jorderosion. Omkring 20 % av Nigerias landareal är skogklädd. Avverkningen uppskattas till cirka 100 miljoner m³ årligen. Det mesta används till bränsle i byar på landet.

### Fiske
Fisket är av liten ekonomisk betydelse, förutom för de samhällen som livnär sig inom sektorn; omkring 1,5 miljoner människor. Fisket sker i liten skala, bara en mindre del av fångsten tas med trålare. Fångsten täcker runt hälften av förbrukningen.

### Utrikeshandel
Nigerias stora beroende av en enda vara (olja) gör landets utrikeshandel mycket sårbar för prissvängningar som det inte själv kan påverka. Från jordbruket exporteras en del kakao. Importen är mångfasetterad och består av industrivaror, fordon och livsmedel.
Landets viktigaste handelspartner är USA. Exporten är betydande även till Indien, Spanien, Frankrike och Brasilien.